# نمک‌زدایی خورشیدی
نمک‌زدایی خورشیدی فنی برای جداسازی نمک از آب با استفاده از انرژی خورشیدی است. دو روش اصلی برای نمک‌زدایی با این فن وجود دارد: مستقیم و غیر مستقیم.

## روش‌ها
در روش مستقیم، با استفاده از یک جمع‌کنندهٔ خورشیدی و یک سامانهٔ تقطیر، فرایند نمک‌زدایی در یک چرخهٔ ساده انجام می‌شود. میزان آب شیرین تأمین‌شده در روش مستقیم، وابسته به مساحت سطح خورشیدی و زاویهٔ تابش است و مقدار آن حدود ۳ تا ۴ لیتر در روز در هر متر مربع است. به دلیل ظرفیت کم و هزینهٔ زیاد این روش، از آن در نیروگاه‌هایی با ظرفیت کمتر از ۲۰۰ متر مکعب در روز استفاده می‌شود.
نمک‌زدایی خورشیدی غیر مستقیم دو سامانهٔ مجزا را به کار می‌گیرد: یک آرایهٔ جمع‌کنندهٔ خورشیدی شامل جمع‌کننده‌های گرمایی برپایهٔ سیال ویا فتوولتائیک و یک مجتمع تقطیر معمولی مجزا. تولید آب شیرین با روش غیر مستقیم، وابسته به کارایی مجتمع است و عموماً هزینهٔ هر واحد تولید شده با افزایش مقیاس، کاهش می‌یابد. آرایش‌های گوناگونی به صورت نظری تحلیل شده‌اند، به صورت تجربی آزمایش شده‌اند و در برخی موارد، نصب شده‌اند.
روش‌های غیر مستقیم با استفاده از فتوولتائیک و اسمز معکوس از سال ۲۰۰۹ به صورت تجاری در دسترس هستند. در سال ۲۰۱۳، خروجی این روش‌ها تا ۱٬۶۰۰ لیتر در ساعت برای هر سامانه و ۲۰۰ لیتر در روز برای هر متر مربع یک پانل خورشیدی است.